# Lothar Kuhlen
Lothar Kuhlen (* 2. Februar 1950 in Eschwege) ist ein deutscher Rechtswissenschaftler und Hochschullehrer an der Universität Mannheim.

## Leben
Nach dem Abitur studierte Kuhlen ab 1968 Rechtswissenschaften an der Universität Frankfurt am Main. Nach der Beendigung dieses Studiums 1973 mit dem Ersten Juristischen Staatsexamen begann er ebenfalls in Frankfurt ein Studium der Soziologie, das er 1978 mit der Diplomarbeit Die Objektivität von Rechtsnormen. Zur Kritik des radikalen labeling approach in der Kriminalsoziologie abschloss. Bereits 1975 war er in Frankfurt zum Dr. iur. nach Betreuung von Dieter Simon promoviert worden. 1980 legte Kuhlen sein Zweites Juristisches Staatsexamen ab und arbeitete anschließend als Hochschulassistent im Fachbereich Rechtswissenschaft der Universität Frankfurt am Main. Dort habilitierte er sich 1985 unter Betreuung von Klaus Lüderssen, woraufhin ihm die Venia legendi für die Fächer Strafrecht, Strafprozessrecht, Rechtstheorie und Rechtssoziologie verliehen wurde.
1986 wurde er von der Universität Mannheim auf den Lehrstuhl für Strafrecht und Kriminologie berufen. 1991 wechselte er innerhalb der Universität auf den Lehrstuhl für Strafrecht und Kriminologie, Wirtschafts- und Umweltstrafrecht, den er bis 2018 innehatte. Rufe der Universitäten Hannover (1990), Basel (1993) und Frankfurt am Main (1994) lehnte er ab. 1988/98, 1998/99 und 2001/02 diente Kuhlen als Dekan der Mannheimer rechtswissenschaftlichen Fakultät. Von 1996 bis 2010 war er Mitdirektor des Instituts für Binnenschifffahrtsrecht der Universität Mannheim, seit 1997 ist er Mitdirektor des gemeinsamen Instituts der Universitäten Heidelberg und Mannheim für Deutsches, Europäisches und Internationales Medizinrecht, Gesundheitsrecht und Bioethik und seit 2010 ist er Mitdirektor des Mannheimer Instituts für Transport- und Verkehrsrecht. 2008 war er als Gastprofessor an der Renmin-Universität Peking tätig. 2016 wurde ihm von der Universität San Pedro in Chimbote der Ehrendoktortitel verliehen. 2018 wurde Kuhlen zum Seniorprofessor an der Universität Mannheim ernannt.

## Werke (Auswahl)
Kuhlens Forschungsschwerpunkte konzentrieren sich auf die Juristische Methodenlehre und das Strafrecht. Im Strafrecht wiederum liegen seine Schwerpunkte in der Lehre der objektiven Zurechnung und dem Vorsatz für den Allgemeinen Teil und bei den Amtsdelikten, dem Medizinstrafrecht, dem Verkehrsstrafrecht, dem Umwelt- und Wirtschaftsstrafrecht für den Besonderen Teil. Bekanntheit erlangte er auch durch seine langjährige Kommentierung der Amtsdelikte im StGB-Kommentar des Nomos Verlages.
- Typuskonzeptionen in der Rechtstheorie. Duncker & Humblot, Berlin 1977, ISBN 978-3-428-03961-6 (Dissertation).
- Die Unterscheidung von vorsatzausschließendem und nicht-vorsatzausschließendem Irrtum. Peter Lang, Frankfurt am Main 1987, ISBN 978-3-8204-9831-8 (Habilitationsschrift).
- Diversion im Jugendstrafverfahren, Rechtsstaatliche Probleme von Alternativen im Jugendstrafverfahren. C.F. Müller, Heidelberg 1988, ISBN 978-3-8114-6987-7.
- Fragen einer strafrechtlichen Produkthaftung. C.F. Müller, Heidelberg 1989, ISBN 978-3-8114-3889-7.
- Umweltstrafrecht in Deutschland und Österreich. Jugend & Volk, Wien/München 1994, ISBN 3-224-17986-4.
- mit Robert Alexy, Hans-Joachim Koch und Helmut Rüßmann: Elemente einer juristischen Begründungslehre. Nomos, Baden-Baden 2003, ISBN 978-3-7890-8397-6.
- Die verfassungskonforme Auslegung von Strafgesetzen. C.F. Müller, Heidelberg 2006, ISBN 978-3-8114-5232-9.
- mit Günter Stratenwerth: Strafrecht Allgemeiner Teil. 6. Auflage. Vahlen, München 2011, ISBN 978-3-8006-4167-3.
- Grundfragen der strafbaren Steuerhinterziehung. C.F. Müller, Heidelberg 2012, ISBN 978-3-8114-5409-5.
- La interpretación conforme a la Constitución de las leyes penales. Marcial Pons, Barcelona, Madrid, Buenos Aires 2012, ISBN 978-84-9768-953-3 (spanisch).
- mit Hans Kudlich, Íñigo Ortiz de Urbina Gimeno: Compliance und Strafrecht. C.F. Müller, Heidelberg 2013, ISBN 978-3811444423.
- Cuestiones fundamentales del delito de fraude fiscal. Marcial Pons, Barcelona, Madrid, Buenos Aires 2015, ISBN 978-84-16212-82-8 (spanisch).
- Drohen mit einem Übel und Versprechen eines Vorteils: Zum Verhältnis von Nötigung und Bestechungsdelikten. C.F. Müller, Heidelberg 2018, ISBN 978-3811446120.
- mit Hans Kudlich, Victor Gómez Martín, Íñigo Ortiz de Urbina Gimeno: Korruption und Strafrecht. C.F. Müller, Heidelberg 2018, ISBN 978-3811406353.